# سنترال پارک پلیس
سنترال پارک پلیس یک آسمان‌خراش واقع در ایالت نیویورک، ایالات متحده آمریکا می‌باشد. و ۱۹۸۸ به پایان رسید. تعداد طبقاتش ۵۶ است.